# Лагуна Вудс (Калифорнија)
Лагуна Вудс (енгл. Laguna Woods) град је у америчкој савезној држави Калифорнија. По попису становништва из 2010. у њему је живело 16.192 становника.

## Демографија
Према попису становништва из 2010. у граду је живело 16.192 становника, што је 315 (1,9%) становника мање него 2000. године.
| Група             | 2000.          | 2010.          |
| Белци             | 15.580 (94,4%) | 13.600 (84,0%) |
| Афроамериканци    | 41 (0,2%)      | 110 (0,7%)     |
| Азијати           | 412 (2,5%)     | 1.624 (10,0%)  |
| Хиспаноамериканци | 340 (2,1%)     | 650 (4,0%)     |
| Укупно            | 16.507         | 16.192         |